# Strzelce Opolskie

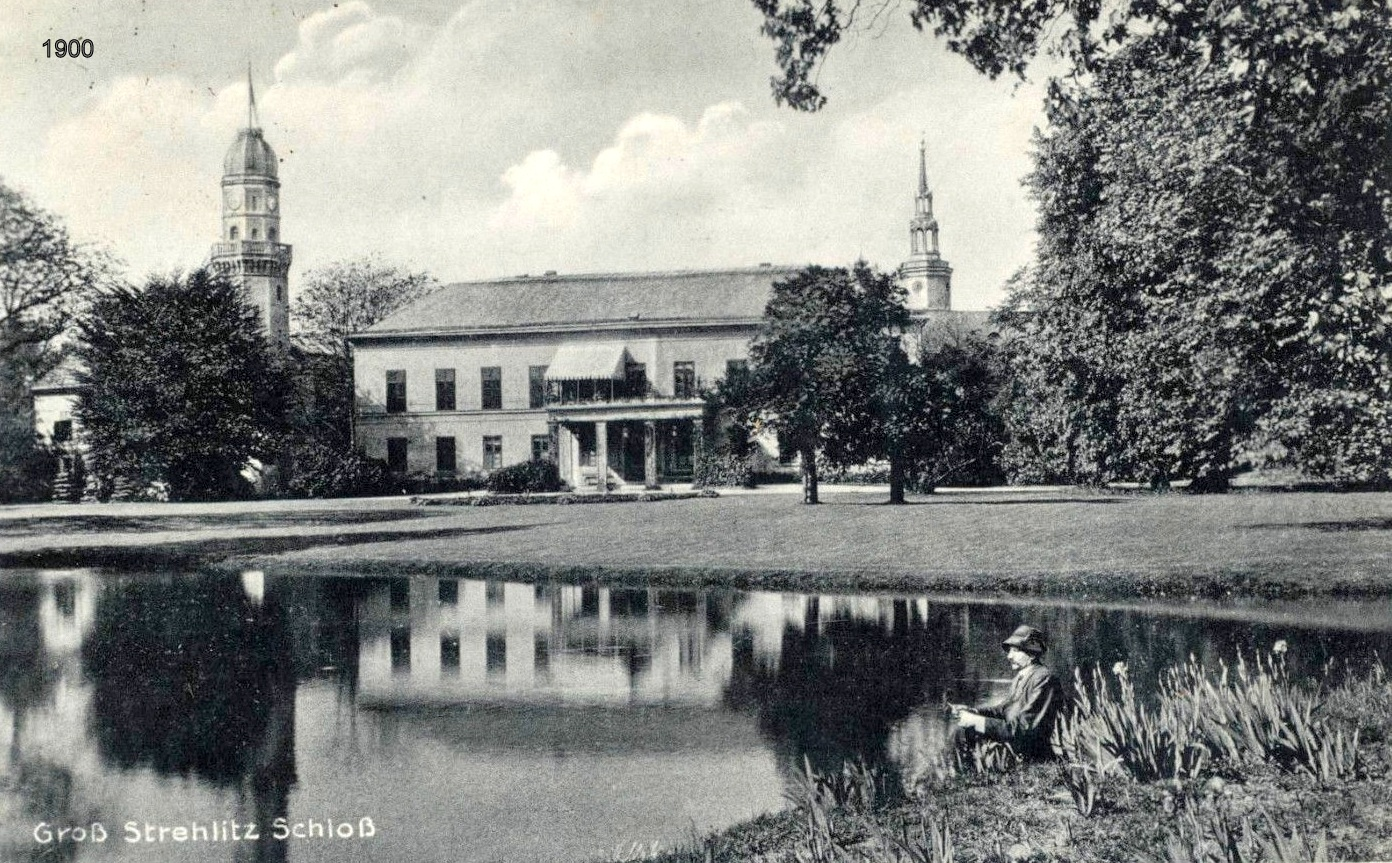
1900 Château de Groß Strehlitz. À cette époque, il appartenait à Mortimer von Tschirschky-Renard. Il est en ruines en 2015.

Strzelce Opolskie (en allemand Groß Strehlitz) est une ville polonaise, siège de la gmina du même nom et du powiat de Strzelce Opolskie, en voïvodie d'Opole.

## Histoire
De 1743 à 1945, Groß Strehlitz est le chef-lieu de l'arrondissement de Groß Strehlitz (de) dans le district d'Oppeln au sein de la province de Silésie.

## Jumelages
Strzelce Opolskie est jumelée avec :
- Soest, Allemagne, depuis 1995[1]
- Druskininkai, Lituanie[2]

## Personnalités liées à la commune
- Krzysztof Mehlich (1974 - ), athlète spécialiste du 110 m haies.